# 여행생활자 집시맨
《여행생활자 집시맨》은 2016년 8월 25일부터 2020년 3월 8일까지 방송된 여행 전문 교양 프로그램이다.

## 기획 의도
각양각색의 캠핑카를 타고 전국을 누비는 집시맨! 그들의 달리는 집, 집시카의 모든 것! 그리고 길 위의 유랑을 선택한 그들만의 이유를 유쾌, 상쾌, 통쾌하게 풀어내는 新개념 리얼 로드 버라이어티이기도 하다.

## 방송 시간
| 방송 채널 | 방송 기간                          | 방송 시간                         | 방송 분량 |
| --------- | ---------------------------------- | --------------------------------- | --------- |
| MBN       | 2016년 8월 25일 ~ 2019년 8월 15일  | 매주 목요일 밤 9:50 ~ 11:00       | 70분      |
| MBN       | 2019년 8월 26일 ~ 2019년 10월 14일 | 매주 월요일 저녁 8:30 ~ 밤 9:30   | 60분      |
| MBN       | 2019년 10월 26일 ~ 2020년 2월 1일  | 매주 토요일 밤 9:40 ~ 10:50       | 70분      |
| MBN       | 2020년 2월 6일 ~ 2020년 2월 13일   | 매주 목요일 밤 11:00 ~ 12:10      | 70분      |
| MBN       | 2020년 2월 23일 ~ 2020년 3월 8일   | 매주 일요일 오전 11:40 ~ 낮 12:50 | 70분      |

## 내레이션
- 이문희

## 같이 보기
관랸 항목
- 여행

방송 프로그램
- 동네 한 바퀴 (KBS 1TV)
- 정해인의 걸어보고서, 한 번쯤 멈출 수 밖에 (KBS 2TV)
- 세계테마기행, 한국기행 (EBS 1TV)
- 정글의 법칙, 공생의 법칙 (SBS TV)
- 나는 자연인이다, 오지GO (MBN)
- 세계도시여행 (MBC 표준FM)

## 시청률
초창기에 3~4% 인기를 얻었으나, 2019년 방송 시간이 개편되자마자, 시청률 반토막으로 떨어졌으며, 2020년 3월 8일에 종영되었다.